# ماشات
ماشات (به قزاقی: Mashat) یک رود در قزاقستان است که در جنوب این کشور واقع شده‌است.